# ペルシア文学
ペルシア文学（ぺるしあぶんがく、ペルシア語: ادبیات پارسی）はペルシア語で書かれた文学を言う。ここでのペルシア語とは、主として、アラビア文字表記の近世ペルシア語を指す。ペルシア文学というと、主にこの近世ペルシア語を母体として、現在のイラン、中央アジアの一部、アフガニスタン、北西インド、アナトリアの諸地域で生み出された韻文・散文の作品群のことを指す。
このような近世ペルシア語によるペルシア文学の歴史は西暦10世紀まで遡り、ペルシア文化奨励政策を掲げたサーマーン朝期に開花した。ガズナ朝初期には『シャー・ナーメ』が完成され、イスラーム期ペルシア民族の歴史意識の文学的拠り所を獲得する。11世紀半ばには、ペルシアの宮廷文学の伝統はホラーサーンからアゼルバイジャンへと広がり、ペルシア的詩型による多様な主題の表現形式がニザーミーによって打ち立てられる。11世紀後半にはイスマーイール派のナースィレ・フスラウ、12世紀前半には哲学者のウマル・ハイヤームらの思索的作品も登場する。その一方で、アシュアリー学派の教義を土台としたセルジューク朝期の神権統治下で、ホラーサーン派神秘主義の文学的表出としてのペルシア神秘主義文学が登場する。そこでのルーミーらの著作により、イル・ハーン朝期以降のペルシア文学の方向性が位置付けられる。13世紀にはイラン西部でもペルシア文学の活動は本格化し、ペルシア語散文の規範となる『薔薇園』の作者サアディー、さらに14世紀にはイスラーム期イランの詩的精神性の結実といえるハーフィズが出現する。ティームール朝期に活躍したジャーミーを最後に、サファヴィー朝のシーア派政策により神秘主義文学が衰えるなか、ペルシア文学の拠点は一時期、ムガル朝期のインドに移行し、豊かなペルシア詩、文芸批評の新たな伝統が生まれた。19世紀初頭、古典作品への回帰が奨励されるが、20世紀初頭のイラン立憲革命期には内容・形式ともに斬新な近代文学が生まれ、今日まで旺盛な文学活動が継続している。

## 詩形と韻律

### 詩形
ペルシア文学のなかでも、圧倒的に位置を占めているのは古典詩である。ここでは古典詩の主な詩形（カスィーダ、ガザル、マスナヴィー、ルバーイー、キタ）についてのべる。

#### カスィーダ（頌詩）
元来アラビア詩形であり、最初の対句（ベイト）は半句（メスラー）の脚韻が互いに押韻し、第二対句以降は後半の半句の脚韻が最初の脚韻と同じで全て押韻する。詩の長さは一般に15対句以上から成り長さに制限はない。内容は主として自然を描写したり恋を語る導入部（ナスィーブ）、詩の主体として称賛部（マディーフ）、結びとして王や詩人の保護者への祝福（ドゥアー）の三部から成る。一般に頌詩と訳され、宮廷詩人が保護者である王侯貴族を称賛するために用いられた詩形である。のちには教訓詩、神学・哲学詩、諷刺詩、神秘主義詩もこの詩形で作詞された。

#### ガザル（抒情詩・恋愛詩）
元来アラビア詩形で、詩形としてはカスィーダと同じであるが、長さが異なり、ガザルは一般に5対句ないしは15対句から成る。抒情詩・恋愛詩の表現に主として用いられ、結びの対句に詩人の雅号（タハッルス）が詠み込まれるのが特色であるが、初期にはこの規則はなかった。

#### マスナヴィー
イラン独自の詩形である。全ての半句の脚韻が互いに押韻し、長さに制限はない。数万句に及ぶ作品もある。一般に叙情詩として知られ、英雄詩、ロマンス詩、神秘主義詩の作詞に主として用いられた。

#### ルバーイー（四行詩）
イラン独自の詩形で、第一、第二、第四句の脚韻が押韻し、第三句の脚韻は押韻してもしなくてもよく、内容は神秘主義、哲学、人生問題等様々である。この複数がルバイヤートであり、ルバイヤートではオマル・ハイヤームの詩集が名高い。

#### キタ（断片詩）
カスィーダ（頌詩）の最初の対句（マトラ）を省いた詩形である。半句または一対句のみの詩もあれば、頌詩と同じ長さに達することもある。哲学、倫理、挽歌、諷刺内容の表現に主として用いられた詩形である。

### 韻律
詩にとって重要なのは詩形とともに韻律である。ペルシア詩は音量すなわち音の長短の原理に基づき組み合わされた韻律で作詞される。ペルシア詩の韻律は元来一部の例外を除いてアラビア詩の韻律から採り入れられた。主な韻律は、ハザジ、ラジャズ、ラマル、ムンサリフ、サリーウ、カリーウ、ハフィーフ、ムタカーリブ、ムザーリウである。研究書ではFinn ThiesenのA Manual of Classical Persian Prosodyが詳しい。

## 時代による区分

### 古代ペルシア文学
古代ペルシア文学は、紀元前6世紀から紀元前4世紀にわたったアケメネス朝での古代ペルシア語による碑文（ベヒストゥン碑文など）とゾロアスター教の教典『アヴェスター』を指す。

### 中世ペルシア文学
中世文学は、8世紀頃までの主にパフラヴィー語による作品で、宗教、歴史、説話に関するものが多く、純文学作品はほとんど現存していない。

### 近世ペルシア文学
西暦642年にネハーヴァンドの戦いにおいてサーサーン朝が破れて以降、イランはアラブの支配下に入る。この期間はおよそ200年にもわたり、イランの歴史学者はこの期間を「沈黙の2世紀」と名付けた。イスラームとともにアラビア語が次第に重要になり、イスラム教への改宗者が増え、従来の難解なパフラヴィー文字は廃止されアラビア文字が使われ、多くのアラビア語彙が受け入れられて、近世ペルシア語が成立した。この言語による文学が、近世ペルシア文学、または単にペルシア文学と呼ばれる。

#### サーマーン朝〜ガズナ朝時代
アラブ支配の2世紀余りを経て、イラン東北部に民族王朝サーマーン朝が樹立され、サーマーン朝の統治下ではペルシア文学が振興された。ここでの文芸復興とは、イスラーム期以前の古代ペルシア文化の復活、再生を意味するのではなく、これまで独占的な地位を保ってきたアラビア語支配を脱して、近世ペルシア語によるイスラーム的ペルシア文芸の復興を意味する。10世紀にペルシア文学は華麗に開花し、ルーダキーをはじめとする多くの宮廷詩人と吟遊詩人が現れ、またアラビア文学作品の翻訳による散文文学が勃興した。
サマルカンドの東方ルーダクという村の出身であったルーダギーは、「ブハーラー宮廷の華」と謳われ、「詩人の父」や「詩人の帝王」の尊称で呼ばれた詩人であった。宮廷詩人として頌詩に最も秀でており、なかでも「酒の母」と題する頌詩が名高い。これは、「酒の母を犠牲にし、その子を／奪い獄に投ぜねばならぬ」という言葉から始まり、酒の母（葡萄）が酒（葡萄酒）に成る過程を詠んだ約百句から成る詩である。他にも「老いを嘆く詩」という頌詩が代表作である。彼の詩の特色は民衆的要素が多いことである。すなわち、極めて素朴、簡素、平明にして流麗で、誇張、華美な表現を用いず、用語の面でも難解で華やかなアラビア語彙をあまり使わず、専ら素朴なペルシア語彙を用いている。これらに加えて宗教的色彩が殆ど現れていないことが、サーマーン朝時代のペルシア詩の大きな特色である。彼によって基礎がおかれたスタイルは古典ペルシア詩の主流として発展し、写実主義を特色とする「ホラーサーンスタイル」として知られるようになった。富と名声を極めた彼であったが、彼の保護者でもあった宰相バルアミーの失脚により、937年突如としてブハーラー宮廷から追放された。
ルーダギーに次ぐ民族叙事詩の偉大な先覚者としてダキーキーがいた。トゥースで生まれた彼は、若くしてサーマーン朝に隷属したチャガーニヤーン地方君主に宮廷詩人として仕えた後、マンスール一世やヌーフ二世に仕えた。彼がペルシア文学史上に不朽の名声を留めたのは頌詩詩人ではなく、フェルドゥスィーの先駆者として民族叙事詩を作詩したことによる。ヌーフ二世の命により、恐らくアブー・マンスールによる散文『王書』に拠って、ムタカーリブの韻律を用いて作詩を始めた。しかし、グシュタースプ王の即位、ゾロアスターの出現、同王の帰依、アルジャースプ王との闘いを中心に約1千句を作詩したばかりで、奴隷の手によって殺害され、作品は未完に終わった。その一千句はフェルドウスィーの『王書』に収められた。
サーマーン朝と次のガズニー朝時代の両時代に生きたフェルドウスィーは、民族・英雄叙事詩の完成者としてペルシア文学が世界に誇る大詩人である。彼はガズナ朝のスルタン・マフムードと関係が深かったが、彼の作品はあくまでもサーマーン朝の時代精神・思潮の産物である。『王書』は作詞に着手してから約三十年の長い月日を費やし、文字通り心血を注いだ後ついに1010年に完成された。フェルドウスィーの『王書』は、アブー・マンスールの『王書』の他にも多くの資料を利用した。おそらく、イラン民族主義に適したものを取捨選択したと考えられている。『王書』のイラン人精神形成に対する貢献は大きく、1934年イラン政府はこの偉大な民族詩人を讃えるために盛大な生誕一千年祭を挙行した。他にも、文学に限らず美術にも甚大な影響を及ぼし、ペルシア・ミニアチュールの題材もこの『王書』からとったものが極めて多い。
ガズナ朝期までの特色は、王と貴族の知遇を受けた詩人による頌詩が主体を成したことで、このような意味でペルシア文学は宮廷文学から始まったといえる。これと共に、時代精神を反映した民族的叙事詩も大きい比重を占めていた。
11世紀前半の支配者ガズナ朝のマフムードに仕えた宮廷詩人は400名にもなったと言われている。なかでも、卓越した存在としてウンスリー、ファッルヒー、マヌーチフリーの三人が挙げられる。彼らはホラサーン・スタイルの完成者としてその名が知られている。

#### セルジューク朝時代〜
セルジューク朝期初頭にはホラーサーン太守トゥガーン・シャーに仕えた頌詩詩人アズラキーが現れ、12世紀後半になると宮廷詩人の黄金時代が再び到来し、ムィッズィー、アンヴァリー、ハーカーニーが活躍した。アンヴァリーとハーカーニーは、黒柳によれば「ペルシア文学史上における頌詩の双璧」であった。また、ガズナ朝桂冠詩人ハーカーニーはロマンス叙事詩を確立した。そのほかにもこの時代に活躍した詩人としてアムアクやヴァトヴァート、アゼルバイジャン詩人のカトラーンやアサディーを挙げることができる。この時代に従来は主にイラン東北地方を中心に繁栄したこの文学が、次第に西北地方にも広がって行った。
セルジューク朝時代において、この文学は百花繚乱の様相を帯び、宮廷文学の所産である頌詩の外に、神秘主義思想が文学に導入され、サナーイー、アッタールをはじめとした神秘主義詩人が出現した。
神秘主義詩とともに重要な位置を占めているのが、ロマンス叙事詩である。これを完成させたのがニザーミーであった。
この時代以後、ほとんど全ての偉大な詩人は、この思想の大きな影響を受けて、ペルシア文学の一大特色になった。その代表的な詩人が科学者ウマル・ハイヤームが耽美的な四行詩集『ルバイヤート』を詠じたのは、この時代の初期である。散文の分野でも、政治、歴史、旅行、地理、伝記を題材にした作品が多く書かれた。
13世紀中葉、モンゴルの侵入に続き、モンゴル人の王朝であるイルハン朝が約1世紀の間イランを支配した。この時代には、その時までの宮廷文学が姿を消し、世の中の不安によって神秘主義思想がより一層普遍化した。この方面の最高の詩人ジャラール・ウッディーン・ルーミーが文学を通じてこれを完成の境地にまで到達させた。また実践道徳の大詩人サアディーが、多年にわたる旅行を終えて彼の故郷で2大傑作を著作したのは、13世紀中葉のことだった。この時代の散文文学の特徴は、勅命によって歴史の編纂が盛んだったことである。またこの頃までのペルシア文学は、イラン全域と中央アジアだけではなく、東方のインドと西方のトルコにまで広がった。アミール・ホスローは、インドを代表する著名なペルシア文学の詩人だった。モンゴルを引き継いだトルコ系のティムールの支配下では、文学は次第に下降線をたどるが、この時代の初期には、14世紀を代表する最高の叙情詩人ハーフェズが出現した。15世紀には、文学の中心が現在のアフガニスタン西部にあるヘラートに移リ、そこでの宮廷を中心に文学と芸術が大いに繁栄した。ペルシア文学の古典黄金時代の最後を飾る大詩人ジャーミーが活躍したのも、ここである。
16世紀以後の文学は、それ以前の明白に区分される古典時代に比べて、非常に衰えた。言い換えれば、10世紀から15世紀までがペルシア文学の精華だった。16世紀から18世紀前半にわたって、民族王朝であるサファヴィー朝の時代には、美術、工芸、建築では輝く成果があり、イスラム教シーア派の国教化に伴って宗教書籍が多く出たが、文学史上注目するに値する詩人や作家は皆無に近い。

### 近現代ペルシア文学
19世紀から現在までのペルシア文学は、立憲革命期、パフラヴィー朝期、イラン革命後という3つに区分することができる。
18世紀末に成立したガージャール朝は二度にわたるロシアとの戦いに敗れ、次第に英露の支配下に入って行くことになった。しかし、ガージャール朝は宮廷詩人が復活させたために、ペルシア詩は3世紀に渡って続いた停滞・衰退期から脱却することができた。この時代の詩人には、例えばサバーやカーアーニーがいた。彼らはいずれも熱心な「復帰運動」の支持者であり、古典派に属していた。こういった宮廷詩人の台頭によって、数世紀の長きにわたり抒情詩に地位が奪われてきた頌詩が復活したのも、この時代の大きな特徴である。
ロシアとの戦いに敗北を喫したイランは、自国の後進性を痛感し、改革と西欧文化導入を推進していった。この時期になってようやく散文の改革が始まった。

#### 立憲革命時代（19世紀末葉から20世紀の初頭まで）
立憲革命に至るまでの時期において、イランの人々の政治・社会意識の覚醒に最も大きな貢献を果たしたのは、イラン国外に居住するイラン人によって発行されたペルシア語の新聞であった。これらの新聞は国内の厳しい禁止措置にもかかわらず、旅行者等を通じて多く持ち込まれた。この種の新聞としては、例えば、タバコ専売利権の弊害を最初に指摘した『アフタル』紙、専制打破と立憲制の必要を呼びかけ西欧の思想を紹介した『カーヌーン』紙がある。
立憲革命後に検閲が廃止されると、イラン国内でも新聞の発行が自由に行われるようになったが、第二次立憲革命運動にかけて再び厳しい状況に陥った。この時期の代表的な新聞は、『スーレ・イスラーフィール』という週刊紙である。これは立憲の立場での強硬な論調と、特に商人層をはじめとする一般的な庶民層に広く読まれたという点で重要性を持つ新聞であった。この週刊紙で、2年にわたり、デホダーが「チャンド・パランド」と題して執筆した一連の風刺エッセイは大きな注目を浴びた。「庶民がわかるように庶民の間で一般的な言葉、言い回しを使って書く」というのが彼の文章術の基本としてあった。
新聞と並行して、散文も人々の覚醒を目的とし、改革思想を鼓舞し政治風刺を行なった。アゼルバイジャン出身のアーホンドザーデはアーゼリー語で喜劇を執筆した。彼は喜劇を通して社会風刺を行い、専制主義に反対した。彼の近代批判精神はその後の革新的な文学者に多大な影響力を持った。アーホンドザーデの後は、ハビーブ・エスファハーニーによる『イスファハーンのハージーバーバー』のペルシア語訳や、ザイヌル・アーベディーンによる『イブラヒーム・ベーグの旅』がイラン人の覚醒・啓蒙に大きく貢献した。この時期の一連の文学作品は「立憲革命文学」に位置付けられる。立憲革命後「立憲革命文学」が衰退すると、古代・中世イランの栄光をテーマにした歴史小説が主流となった。
「立憲文学革命」期では、詩にも変化がみられた。これまでの宮廷詩人の影は薄れ、その内容は人々の覚醒・社会風刺の色合いが濃くなった。この時代の代表的な詩人としてファラーハーニー（ペルシア語版）、イーラジ・ミルザー、エシュキー（英語版）を挙げることができる。

#### パフラヴィー朝時代
1925年ガージャール朝廃止を決議した国民会議の推戴によってパフラヴィー朝が誕生した。
散文に関していえば、この時代に現代ペルシア散文学の創設者ともいわれるジャマールザーデ（英語版）が登場した。ジャマールザーデは、従来不適当とされてきた俗語・口語・卑語の多用により、大衆の生活を短編小説で描いた。彼は文学作品を通して痛烈な社会批判を行い、民衆の覚醒を試みた。ジャマールザーデの基本路線を受け継ぎ、さらに発展させたのがサーデグ・ヘダーヤトである。彼の代表的な作品『盲目の梟』は、1930年代のイラン知識人たちの暗澹たる精神状況を芸術的に昇華させた傑作である。へダーヤトの流れを汲み登場したのがサーデク・チューバク（英語版）である。彼もまた俗語を駆使して執筆を行った。人間行動の内面的動機への鋭い洞察力は高く評価されている。
第一次世界大戦期から第二次世界大戦期にかけて人気を博したのはムハンマド・へジャーズィー（英語版）であった。彼は政府の要職を歴任した高官であり、作家としても多くの短編・長編小説を執筆した。ムハンマド・へジャーズィーとほぼ同時期の作家にアリー・ダシュティー（英語版）がいた。その後は左翼活動に従事した作家ボゾルグ・アラヴィーが登場した。
この時代の詩は、第一次世界大戦前までは、古典詩のスタイルを踏襲する形で社会問題をテーマにしているということが特徴だった。例えば、20世紀を代表する愛国詩人バハール、女流詩人エーテサーミー、ファッルヒー、ラーフーティーがこの時期を代表する詩人である。
第一次世界大戦以降は、古典・伝統派に挑戦し、新たな手法によって作詩を試みる詩人が現れた。ここでいう新たな手法というのは、古典詩の詩形、韻律の脱却した自由詩をいう。この自由詩運動の先駆者・指導者がニーマー・ユーシージであった。
立憲革命から20世紀前半までのペルシア文学の傾向は、西欧の文学を取り入れることにあった。しかし、1960年代になると、そのような西欧化は知識人の間で問題視されるようになる。この時代のイランの西欧化に対して声高に異を唱えたのは知識人ジャラール・アーレ・アフマドであった。このような西欧化批判は、ゴラームホセイン・サーエディーの小説や、アハヴァーネサーレス、フォルーグ・ファッロフザードの詩にみられる。

#### イラン・イスラーム革命以降
キャリーミー・ハッカーク（英語版）によれば、1977年からおよそ20年間のペルシア文学は、社会的出来事との関連性を持つ。
革命の機運が高まるにつれ、アハバーネ・サーレス（英語版）や、スィーミーン・ダーネシュヴァル（英語版）の詩が広く読まれるようになった。革命直後の比較的規制が緩い時期に、タラーネ・サッファルザーデやアリー・ムーサヴィー・ギャルマルディーといった現代詩人、フーシャング・ゴルシーリー（英語版）、シャムス・アーレ・アフマドやナーデル・エブラヒーミー（英語版）といった作家たちが自身の作品の出版を行った。
80年代になると、イラン国内外でペルシア語で文学作品が登場するようになった。
例えばホメイニーによる神秘主義詩はイラン国内外で注目を浴びた。国内では、これまでの知識人文学が衰退し、20世紀初頭からイランに現れ、新聞雑誌の世界で独自の歩みを続けていた大衆小説が台頭するようになった。シャフルヌーシュ・パールスィープール（英語版）の『トゥーバーと夜の意味』が一世を風靡していたのち、90年代前半にはファヒーメ・ラヒーミー（ペルシア語）やナスリーン・サーメニー（ペルシア語）といった多くの女性大衆作家が現れた。特に1995年春にファッターネ・ハージ＝セイイェド＝ジャヴァーディー（ペルシア語）の『宿酔』は話題を呼んだ。この他、男性大衆小説作家では、サブクテキーン・サールヴァル（英語版）やバハラーム・アフラースィーヤービーなどによる小説や推理小説に人気があった。
その他にも翻訳物でも、男性好みのジョン・グリシャムやマイケル・クラックトンより、女性に人気のダニエル・スティールやシドニー・シェルダンの作品が、他の諸国と同じ速さで翻訳され、国内に紹介されるようになった。
国外で活動するこの時期の代表的なイラン人詩人・作家として、例えば現代詩人でいえばナーデル・ナーデルプール（英語版）やホセイン・ファゼリー、作家にはジャヴァード・ジャヴァーへリーやイスマイーリー・ホイー（英語版）などを挙げることができる。

## 日本におけるペルシア文学作品の翻訳
- オマル・ハイヤームの『ルバイヤート』の翻訳

刹那的、虚無的、宿命的な世界観が現れているこの詩集は、1949年に岩波文庫版で登場した小川亮作訳ものが日本では特に普及している。それ以前にも、フィッツジェラルドの英訳からのものであるが、蒲原有明の訳が明治41年に出版されており、大正11年には『ペルシア文学考』で知られた荒木茂が「中論公論」10月号で訳しており、昭和35年には沢英三訳が『世界名詩集大成・東洋』に掲載されている。小川亮作の解説部分に『ルバイヤート』の邦語訳の変遷が紹介されている。その他に、『世界文学大系アラビア・ペルシア集』に黒柳恒男訳が載っている。しかしながら、それぞれが典拠としたテクストの採用した数の差は激しい。
- アッタールの『神秘主義者列伝』の翻訳

1998年国書刊行会より、藤井守男訳が出版された。本書はアッタールという詩人が残した唯一の散文の著作である。
- アッタールの『鳥の言葉』の翻訳

2012年に東洋文庫より黒柳恒男訳が出版された。邦題は『鳥の言葉：ペルシア神秘主義比喩物語詩』である。
- カイカーウースの『カーブースの書』の翻訳

昭和44年に黒柳恒男訳が東洋文庫より出版されている。これは、11世紀末葉の地方王朝の君主が息子のために著した一種の「人生読本」であり、当時のイラン人の生活規範、価値基準の実態を知る上で参考になるものである。
- ゴルガーニーの『ヴィースとラーミーン』

1991年に平凡社より岡田恵美子訳が出版されている。
- サアディーの『薔薇園』の翻訳

蒲生礼一による邦訳が東洋文庫より出版されている。他には昭和26年に沢英三による訳が岩波書店より出版されている。『薔薇園』は、当時の社会生活の様子や機微が散文と詩で織り成され、ペルシア人の機知が随所に光る著作であると同時に、ペルシア語の一つの規範として、中世以来、ペルシア語文化圏で最も膾炙した作品である。そのため、ペルシア語の学習という点でも、翻訳の意義は大きいといえる。
- ジャラール・アーレ・アフマドの『地の呪い』の訳

1979年のイラン革命の前後から注目を集めるようになった作品。1981年に山田稔による訳がアジア経済研究所より出版された。
- ネザーミー『七王妃物語』の翻訳

ネザーミーの五部作のうちの一つ。黒柳恒男による韻文訳が1971年に東洋文庫より出版されている。
- ネザーミーの『ホスローとシーリーン』の翻訳

ネザーミーの五部作のうちの一つ。岡田恵美子による散文訳が1977年に東洋文庫より出版されている。
- ネザーミーの『四つの講話』の翻訳

12世紀半ばにネザーミーによって著された著作であり、ペルシア文学研究の基礎的典拠として利用されてきたものである。昭和44年に黒柳恒男訳が東洋文庫より出版されている。
- ネザーミー『ライラとマジュヌーン』の翻訳

ネザーミーの五部作のうちの一つ。岡田恵美子による散文訳が1981年に東洋文庫より出版されている。
- ハーフェズの抒情詩の翻訳

ハーフェズの抒情詩はペルシア詩の最高峰とされている。これは黒柳恒男より昭和51年に邦訳が行われ、東洋文庫より出版されている。これまでにも抄訳は散見されたが、学問的に定着した版に基づき、初めの句から抒情詩の部分を最後まで訳した功績は大きいといえる。ゲーテの『西東詩集』のように、ハーフェズ詩の放つインスピレーションはペルシア語文化圏を越えて広がっており、この翻訳を通じて日本人もペルシア文学の普遍性に触れることが可能になった。現在は佐々木あや乃による翻訳・研究が進んでいる。
- フェルドゥスィーの『王書』の翻訳

昭和44年に黒柳恒男訳が東洋文庫より出版された。その後岡田恵美子の散文体訳が岩波文庫より出版された。『王書』は大体6万句あるとされ、現在でも校訂が進められており、まだ、確定版というものはない。全編同一の韻律で書かれており、当時のペルシア語を研究する上でもまさに第一級の重要性をもったテクストである。人類の創世神話から始まり、民族的英雄ロスタムの登場する英雄時代を経て、サーサーン朝の歴代の記述が始まる歴史時代に入り、最終章のアラブ族に敗退するまでが、叙事詩体で綴られた大民族叙事詩である。しかし、日本にはその一部しか訳されていない。

## 神秘主義詩
ペルシア詩のなかでも、もっとも注目すべきは神秘主義詩であり、11世紀以降ほとんどの詩人は直接・間接にこの思想の影響を受けた。神秘主義はペルシア文学に活力を与えると共に、同文学によって昇華、集大成したともいえる。シブリーは次のように述べている。
ペルシアの詩は神秘主義の要素が導入されるまでは生命なき形骸に過ぎなかった。詩作とは元来感情発露を示すもので、神秘主義以前には詩的熱情が存在しなかった。カスィーダは頌詩、追従にすぎず、マスナヴィーは出来事の描写で、ガザルは言葉の羅列にとどまった。神秘主義の本来の要素は、真実の愛であり、それは徹頭徹尾熱情である。真実の愛のおかげで、比喩に価値が生じ、その焔は全ての詩人の心を燃やし、今や発せられる言葉に情熱を欠くことがなかった。
このような神秘主義思想をペルシア詩に最初に導入したのは、シーラーズのバーバー・クーヒーであるという。彼は同じく同地出身の著名なスーフィーで、ハッラージュの処刑を目撃したイブン・ハフィーフの弟子であった。しかし説を否定する研究者もいる。
多くの研究者の意見が一致している最初の神秘主義詩人はアブー・サイード・ビン・アビー・ル・ハイルである。彼は詩人というよりはむしろ偉大なスーフィーとして名高く、バーヤズィードの流れをくむ陶酔的神秘主義者であった。Kashf-ul-Mahjoobの著者Ali Hujwiriは、彼を評して「愛の人の帝王、スーフィーたちの王者の中の王者」と呼んでいる。彼はこの思想の表現形式としてルバーイーを用いた。11世紀にはこの詩形を用いた三大神秘主義詩人が現れた。アブー・サイードの他にバーバー・ターヒル・ウルヤーン、アブドッラー・アンサーリーである。アブー・サイードの四行詩に関してニコルソンは疑問を抱き、主としてそれらは彼の作品ではないと述べているが、イランの碩学サイード・ナフィースィーは自ら校訂したアブー・サイード詩集に720首を集録し、その真正を主張している。
初期の神秘主義詩人たちが何故ルバーイーを表現形式にしたかは容易な問題ではないが、バーヤズィードの流れを含む陶酔的、感情的神秘主義の表現にはこの端的な詩形を最もふさわしかったのであろう。
12世紀になると、表現形式は主としてマスナヴィー詩形に変化した。この詩形を最初に神秘主義表現形式とした詩人はサナーイーであった。彼は初めガズニー朝に仕えた宮廷頌詩人であったが、のちに神秘主義の道に入り、1131年「真理の園」と題する神秘主義詩を詠み神秘主義詩人としての地位を確立した。
彼はこの他に「下僕の巡礼」、「立証の道」等を試作した。彼の試作によりペルシア文学における神秘主義は感情的神秘主義から思弁的神秘主義に移行した。詩人として彼は他の詩形にも優れ、特にガザルにおいては大先駆者とみなされている。
アッタールは、12世紀後半から13世紀前半にかけて、サナーイーに次ぐマスナヴィー詩形の大神秘主義詩人である。数多い彼の作品の中でも、「神秘の書」、「神の書」、「鳥の言葉」は特に名高い。中でも比喩表現において最後の作品は独自に地位を占めている。彼のガザル作品も注目に値する。
サナーイーとアッタールはペルシア文学における神秘主義最高詩人ルーミーの先駆者で、彼をして「アッタールは彼の魂、サナーイーはその両眼、我らはサナーイー、アッタールの跡を追った」と言わしめた。
13世紀においてルーミーの出現により、ペルシア神秘主義文学は最頂点に達した。アラビア文字においても13世紀前半はイブン・アル・ファーリド、イブン・アラビーの二大神秘主義詩人が活躍した時代で、13世紀はペルシアのみならず広くイスラーム圏において神秘主義文学が最も栄えた時代と言えよう。
ルーミーと同時代にシーラーズ出身のサアディーも、ルーミーと並んで13世紀を代表する大神秘主義詩人であった。ルーミーとサアディーとの大きな相違は、前者の作品が純然たる神秘主義作品で思弁的神秘主義の極致であるのに対し、後者の作品は神秘主義の実践を強調した作品で、倫理的神秘主義の極致といえる。
ルバーイー、マスナヴィーを主たる表現形式としてきたペルシア神秘主義はガザルによって最高度に官能的に表現された。これは14世紀にハーフェズによって完成されたといえる。彼以前にもサナーイー、アッタール、ルーミー、サアディーによりガザルが詠まれたことは記述の通りであるが、ハーフィズはペルシア文学と神秘主義とを完全に一致させた。ガザルはペルシア詩の精髄と評されている。これはカスィーダとともにアラビア起源の詩形で韻律は同一であるが内容、長さにおいて両者は異なる。カスィーダは頌詩を主体とし、教訓、哲学、宗教を主題として詠まれ、その長さに制限はないが、ガザルは抒情詩、恋愛詩で長さは通常10句ないし15・6句を超えることは稀である。ハーフィズはこの詩形により、地上の恋人の中の神の形に似た超地上的な美を見出し、地上の一切の快楽を象徴的に表現した。
15世紀になると、ペルシア文学に衰退の兆しが現れたが、古典時代の最後を飾り、燦然たる光輝を放ったのは、神秘主義最後の大詩人ジャーミーであった。彼の題材はユニークなものではなく、以前の詩人たちも用いたが、彼はそれに神秘主義の象徴的意味を与えた。マスナヴィー詩形による代表作「七つの王座」のなかで、ロマンスを単なるロマンスに終わらせることなく、文学的に昇華し神秘主義的解釈を行った。彼の作品にはマスナヴィーの他にガザルを主体とした詩集もある。
この他にもイラーキー、シャビスタリー、アウハディー、マグリビー等幾多の神秘主義詩人が輩出した。

## インドにおけるペルシア文学
ペルシア詩には三つのスタイルがあるといわれている。すなわちホラーサーンスタイル、イラークスタイル、インドのスタイルである。イランの詩では、前者二つのスタイルが主流であり、これらの影響を受けてインドの地で確立されたのがインド・スタイルである。

### 歴史
ガズナ朝時代には、ラホールは首都ガズナに次ぐ文化の中心地として「小ガズナ」とも呼ばれ、インドにおけるペルシア文学の基礎はこの地に置かれた。ガズナ宮廷に仕えていた数多の優れたペルシア詩人に比すべくもないとはいえ、ラホール出身の二人の詩人、アブール・ファラジ・ルーニーとマスウーデ・サアデ・サルマーンは注目に値する。ともに頌詩詩人で、ルーニーのスタイルは大頌詩詩人アンヴァリーにも影響を及ぼしたと言われる。サルマーンは文学史上ルーニーよりはるかに名高く、数奇な運命を辿り、特に獄中詩は古来有名である。
約3世紀にわたるデリー・サルナット時代において特に著名な詩人はアミール・ホスローとハサン・デフラヴィーである。前者は「インドの鸚鵡」の異名で知られ、インド・ペルシア詩人の中でも最も有名かつ偉大な詩人であった。奴隷王朝、ハルジー朝、トゥグルク朝のスルタンに宮廷詩人として仕えた他、チシュティー教団の聖者ニザーム・ウッディーン・アウリヤーの弟子でもあった。彼はあらゆる種類の詩に秀で、その作品数も40万句に達したと言われる。大詩人ニザーミーの『五部作』にならって彼も五部の叙事詩を書き代表作とされている。彼はこれらのロマンス詩の他に、歴史を主題とした多くの詩を書いたため、史料価値が高い。ハサン・デフラヴィーはアミール・ホスローと同時代の詩人で、彼らは親友同士でもあった。彼はニザーム・ウッディーンの同門の弟子として神秘主義傾向の抒情詩人として名高いが、アミール・ホスローの比ではなかった。全般的に行って、デリー・サルタナット時代のインド・ペルシア文学はやがて迎える黄金時代への準備期であり、この間にインド・スタイルが確立され、詩の種類も非常に拡大したといえよう。
ムガル時代には、インド・ムスリム政治史のみならず、文化史、ペルシア文学史においても黄金時代が現出した。イランにおけるペルシア文学の古典、黄金時代には15世紀末で終わり、サファヴィー朝時代になると著しく衰退したのに対し、同時代のムガル朝においては、ペルシア文学は最盛期を迎え、主流であるイラン・ペルシア文学をはるかに凌ぐに至った。これにはいくつかの理由が考えられるが、まず第一にムガル朝諸王の文学者・詩人に対する理解と保護奨励をあげることができる。サファヴィー朝下においては、シーア派国教政策に伴い詩人たちはかつてのように厚遇されなくなり、時としては弾圧さえ行われた。このような情勢にあって多数のペルシア詩人、学者たちはイラン、中央アジアからムガル宮廷に赴き優遇された。彼らはインドに移住後、従来のスタイルに代えて。インド・スタイルで作詞するようになった。これら移住者の活躍とともに注目すべきはヒンドゥー側に対する関心の大きな高まりである。デリー・サルタナット時代にはみられなかったこの現象は、ムガル朝、特にアクバルの治世に顕著に現れた。

### 代表的な詩人
一般にインドにおける三代ペルシア詩人といえば、アミール・ホスロー、ウルフィー、ファイズィーである。ウルフィー、ファイズィーともにアクバルに仕えた詩人であった。アクバル自身もペルシア文学の非常な愛好者であったという。ウルフィーはシーラーズ出身のイラン人で若くしてこの世を去ったが、主としてインドで暮らし、特に頌詩に優れ、従来の技巧から脱して新鮮なスタイルで知られた。ファイズィーはアクバルの名宰相アブール・ファズルの弟で、インドに生まれた。その代表作としてマハーバーラタの有名な物語「ナラ王物語」を「ナル・ダマン」と題しペルシア詩に訳した。アクバル治世下におけるペルシア文学の特色として、ファイズィーの場合で明らかなように、サンスクリット文学からペルシア語への翻訳活動がある。これはアクバルの政策の現れであり、かつヒンドゥー・ムスリム両者の協力の成果でもあった。

### インド・ペルシア文学の特色
第一に、インド・スタイルという、イラン・ペルシア文学の模倣で始まり、最終的にインドの地の自然、慣習、思想に相応しい独自のスタイルを生み出した点である。イランの詩人たちには違和感を抱かせたとはいえ、ここにペルシア文学の独創性と特殊性が存在する。散文の分野においては、歴史文学の成果をあげることができる。その業績はイランに比してなんらの遜色もない。さらにペルシア語辞典の編纂もインド・ムスリムの偉大な貢献であった。19世紀に至るまで著名なペルシア語時点は殆どインドで編纂された。またヒンドゥーの果たした役割や、サンスクリット文学からの翻訳も大きな特色として注目すべきである。

## 主な作家
- サーデグ・ヘダーヤト

## 関連文献
- 粟屋利江, 太田信宏, 水野善文『言語別南アジア文学ガイドブック』東京外国語大学拠点南アジア研究センター、2021年。doi:10.15026/100314。hdl:10108/100314。ISBN 9784907877231。2023年8月31日閲覧。
- 岡田恵美子, 北原圭一, 鈴木珠里 編『イランを知るための65章』明石書店〈エリア・スタディーズ〉、2004年。
- 中村菜穂『イラン立憲革命期の詩人たち　詩的言語の命運』左右社、2022年5月30日、ISBN 9784865280814
- 藤元優子「イラン現代散文学と女性 タージョッ・サルタネからトゥーバーまで」『オリエント』第35巻第1号、日本オリエント学会、1992年、32-47頁、2024年11月3日閲覧。